# 백두산뒤쥐
백두산뒤쥐(학명:Sorex daphaenodon)는 땃쥐과에 속하는 포유류의 일종이다. 다 자란 백두산뒤쥐는 몸무게 4.6~6.0g, 몸길이는 5.5~6.4 cm, 꼬리는 2.4~3.75 cm 정도이다. 이 종은 몽고에서부터 중국 동북 지역을 거쳐 러시아 극동에 이르는 지역에 분포한다. 조선민주주의인민공화국의 백두산에서도 발견된다.

## 아종
- Sorex daphaenodon daphaenodon
- Sorex daphaenodon sanguinidens
- Sorex daphaenodon scaloni

## 같이 보기
- 한국의 포유동물